# Gornergrat
Gornergrat er en højderyg i de Schweiziske Alper, hvorfra der er udsyn ned over Gornergletcheren mod syd og Matterhorn, der ligger mod vest. Adgang til Gornergrat sker med tandhjulsbane fra Zermatt.
Der er ranger-banegård på stedet foruden højfjeldshotel med restaurant. I hotellets tårne er indrettet observatorium, der indtil 2005 tillige havde et infrarødt teleskop.
Gornergrat ligger 3-4 km. øst for Zermatt i kantonen Valais, mellem Gornergletcheren og Findelgletscheren. Der er udsigt til mere end 20 alpetinder af over 4.000 meters højde, bl.a. Monte Rosa, Lyskamm, Matterhorn og Weisshorn. Fra banegården er der fin adgang ned mod det store ski-område ved Zermatt.

## Gornergratbanen
Gornergratbanen åbnede i 1898 og har en stigning på næsten 1.500 meter. Endestationen i Gornergrat ligger i en højde af 3.089 m.o.h., og hotellet lidt højere.
Udover endestationerne i Zermatt og Gornergrat er der fem stationer undervejs, hvor vandrere og klatrere benytter sig af muligheden for af- eller påstigning.